# 世俗化
世俗化（せぞくか）とは、主に宗教社会学で使われる理論の一つで、宗教が近代社会で衰退するという考え方である。

## 歴史

### 初期世俗化論とその批判
古くはオーギュスト・コントが「三段階の法則」で、宗教に代わって科学が個人の世界観の基礎となると予見していた。あるいはマックス・ヴェーバーは合理化による脱呪術化を語っている。1960年代を中心に、初期の世俗化論が発表される。例えば、ピーター・L・バーガーは、人々の生活を生まれてから死ぬまで包んだ中世キリスト教世界を「聖なる天蓋」とたとえ、近代社会では天蓋が壊れて、宗教は人々が選ぶ、あるいは拒絶する個人的なものとなったとしている。世俗化とは、現代社会において合理性や科学が人々の社会生活における全ての確かさを正当化するものとなる一方で、前近代の社会でそれを担ってきた宗教が、その信憑性を喪失していく歴史的プロセスとされたのであった。
社会が宗教の支配から脱する一方で、宗教の衰退に対しては疑問を持つ者もいた。例えば、トーマス・ルックマンは宗教の私事化と捉えた。彼は、世俗化とは、教会による宗教的規範が説得力を失っていく過程であり、個人は宗教的規範を一部に制限した形で取り込んでいく。そして、宗教は私的な事柄となり、社会的に見えない宗教となるとした。社会での宗教の公的機能の喪失と、宗教が私事の領域に入り込む現象は裏表の関係とされた。
1980年以降、欧米以外のイスラム主義の台頭やアメリカ合衆国の宗教復興もあり、世俗化論の再考がなされる。特に、アメリカでは、必ずしも私事化を伴うとは言えない状況であった。ホセ･カサノヴァは、宗教が公的領域への進出をしていることは、それまでの世俗化論の射程ではない新しい展開と認めつつ、宗教の脱私事化と呼んだ。
また、世俗化の議論の前提には、宗教が衰退する以前に宗教が重要視されていた時代があった、という認識があるが、その点にも批判がある。例えば、かつての信者や聖職者の宗教の知識は決して高くなかったという指摘もある。

### 修正世俗化論
こうした論争を踏まえつつ、世俗化論の精度を高める取り組みがなされた。カーレル・ドベラーレは世俗化を社会全体、組織、個人の三つに分類して議論した。社会全体のレベルでの世俗化とは、宗教が社会全体を覆うような主張の力を失い、他のものとあまり変わらないレベルへと縮小していく過程である。組織レベルでの世俗化とは、宗教組織の変化のことである。例えば、宗教的な儀式が制度化して日常のものとなることなどである。個人のレベルでの世俗化とは、個人が宗教をあまり信じないようになっていくことである。背景としては、人々の合理化が挙げられる。

## 世俗化論の限界
世俗化論は、西洋のキリスト教を想定して始まった議論であるため、イスラム主義の台頭などには対応できなかった。また、西洋と日本などでの宗教観との違いも窺える。例えば神社へのお参りや初詣など、キリスト教的な考え方では説明できない。つまり、西洋以外の多様な宗教を前に、世俗化論では説明がつかない事例が多いのである。世俗化論は近代社会と宗教の関係を考えるうえでは大きな役割を果たしたが、近代西洋文化の枠を抱えるという点で、限界を持つのである。